# Erna Sailer
Erna Sailer (geborene Erna Zaloscer oder Erna Zaloszer, auch Erna Zaloscer Sailer; geboren am 17. Mai 1908 in Bihać, Bosnien-Herzegowina; gestorben am 17. Mai 2004 in Wien) war eine österreichische Juristin und  Diplomatin.

## Leben
Erna Johanna (Nuna) Zaloscer war eine von drei Töchtern des österreichischen Rechtsanwalts Jacob Zaloscer und seiner Frau Bertha, geborene Kallach; ihre Schwester Hilde wurde Kunsthistorikerin. Sie wuchs in Banja Luka in Bosnien auf, das von Österreich-Ungarn 1878 okkupiert und 1908 annektiert wurde. Als Verwaltungsjurist der untergegangenen Donaumonarchie musste ihr Vater 1918 den neu gegründeten SHS-Staat (später Königreich Jugoslawien) verlassen, weil er dort keine berufliche Zukunft mehr hatte.
Zaloscer beendete ihre Schulausbildung in Wien und studierte Rechtswissenschaft an der Universität Wien, wo sie auch promoviert wurde. Sie trat 1926 der Sozialdemokratischen Arbeiterpartei (SDAP) bei. Sie war mit Karl Hans Sailer (1900–1957), einem Journalisten und späteren führenden Aktivisten der Revolutionären Sozialisten, verheiratet und beteiligte sich 1934 an den Februarkämpfen.
Nach dem „Anschluss“ Österreichs 1938 floh sie mit einem falschen Pass über die Schweiz nach Frankreich. Sie und ihre Eltern, die vor der nationalsozialistischen Judenverfolgung fliehen mussten, sahen in Paris die nach Ägypten ausgewanderte Schwester Hilde wieder. In Paris arbeitete sie bei einer Fluchthilfeorganisation.
1940 floh sie mit Sailer weiter in die USA. Im Herbst 1940 konnte sie mit ihrer Familie von Lissabon aus auf dem griechischen Dampfer Nea Hellas, dem letzten solchen Flüchtlingsschiff, Europa verlassen; mit diesem Schiff flüchteten u. a. auch Franz Werfel, Alma Mahler-Werfel, Heinrich Mann, seine Frau Nelly und sein Neffe Golo, Wilhelm Ellenbogen, Otto Leichter und seine Söhne Heinz und Franz sowie Alfred Polgar.
1946 kam das Ehepaar Sailer mit Sohn John (Hans) nach Österreich zurück, wo Karl Hans Sailer stellvertretender Chefredakteur der Arbeiter-Zeitung wurde. Er verstarb 1957. Erna Sailer wurde 1946 Leiterin der Fürsorgeschule der Stadt Wien. 1956 wirkte sie an der Gründung des Österreichischen Komitees für Soziale Arbeit mit. 1958 war sie österreichische Delegierte beim Kongress des Internationalen Rats für Soziale Wohlfahrt (ICSW) in Tokio.
Sie ging 1958 im Auftrag der UNO als Entwicklungshelferin nach Birma und war 1960 bis 1963 UNO-Bevollmächtigte zur Integration von Displaced Persons in Österreich. Ab 1963 war sie dann im Bundesministerium für auswärtige Angelegenheiten in Wien als Spezialistin für Fragen der unterentwickelten Länder tätig. 1970 war sie UNO-Bevollmächtigte zur Erstellung eines Berichts an den UN-Sicherheitsrat über die Lebensfähigkeit von Bangladesch, was mit für die Anerkennung des Staates durch die UNO sorgte.
Von Februar 1971 bis zu ihrer Pensionierung im Mai 1974 war sie österreichische Botschafterin in Indien. Nach ihrer Rückkehr führten Indira Gandhi und sie einen lebenslangen Briefwechsel.
2002 gab sie Christina Pal ein Zeitzeugeninterview, die eine Monografie über Heinrich Steinitz schrieb, der 1936 Karl Hans Sailer im Sozialistenprozess verteidigt hatte. Sie wurde am Hietzinger Friedhof in einem ehrenhalber gewidmeten Grab bestattet.
Ihr Sohn Hans (später John Sailer, 1937–2025) war Galerist in Wien.

## Schriften (Auswahl)
- mit Anni Hofer, Margarethe Schlatter (Hrsg.): New trends in European social work – the impact of casework. Raunhardt, Zürich 1954. Darin: S. 15–22: Erna Seiler, Rosa Dworschak: Das Problem der Autorität in der öffentlichen Fürsorge: Österreich.
- Zur Interpretation der Casework-Methode. In: Schweizerische Zeitschrift für Gemeinnützigkeit 94, 2/3, 1955, S. 47–53.
- Der Sozialarbeiter in der modernen Gesellschaft. In: Die Arbeiterwohlfahrt Jahrbuch 1955/56.
- Das Konzept der europäischen Sozialarbeit und seine Anwendbarkeit für die Entwicklungsländer. Referat, anlässlich über "Fragen der Sozialarbeit in Entwicklungsländern", Bonn. Mai 1963. Bonn  1963.
- Ambassador Erna Sailer's report on the mission of high-level United Nations consultants to Bangladesh. March – April 1972 [Zusammengestellt von John Sailer]. Wien 1972.